# Équipe de France de basket-ball en 2009
En cette année 2009, l'équipe de France joue les repêchages pour le Championnat d'Europe de basket-ball 2009 en Pologne. Elle se qualifie pour la phase finale, évoluant dans le groupe B lors du premier tour, puis dans le groupe E lors du tour principal. Elle est battue en quart de finale par l'Espagne et termine à la 5e place en battant la Croatie, ce qui lui permet de se qualifier pour le championnat du monde 2010 et le championnat d'Europe 2011.

## Une année en bleu
Les Bleus, après une huitième place lors du championnat d'Europe 2007, et un échec lors des qualifications disputées en 2008 sous la direction de Michel Gomez, se voient offrir une nouvelle possibilité de participer au   championnat d'Europe 2009, disputé en Pologne.
Vincent Collet, nommé à la tête de l'équipe de France, se voit confier deux objectifs: dans un premier temps, qualifier la France pour le championnat d'Europe. Dans un deuxième temps, il doit construire un groupe pour les échéances suivantes, le Mondial 2010 et plus loin encore les Jeux olympiques de 2012 à Londres. 
L'entraîneur de l'équipe NBA des Charlotte Bobcats, Larry Brown est présent lors des stages de préparation des Bleus, dans un rôle d'observateur. Le 22 juin, Collet annonce une liste de 18 joueurs et de 7 remplaçants. Parmi les 18 figure Joakim Noah bien qu'il soit avéré qu'il ne puisse disputer les éliminatoires ni le championnat d'Europe, sa franchise des Chicago Bulls ne le libérant que pour le mois de juillet. Le dernier finaliste NBA Mickaël Piétrus est incertain en raison de sa blessure au poignet et doit attendre une décision des médecins de sa franchise. Il déclare forfait le 2 juillet, n'ayant pas reçu le feu vert de son équipe. Le lendemain, Laurent Foirest déclare également forfait.
L'équipe de France ne dispute que quatre matchs amicaux dont trois lors du tournoi de Strasbourg, avant d'entamer la courte campagne de qualification pour le Championnat d'Europe. Elle remporte le tournoi de Strasbourg en remportant ces trois matchs, face à l'Autriche (98-57), la Belgique (82-44) et la République tchèque (84-66), s'imposant sur un écart moyen de 32,3 points. L'équipe, privée de Parker, blessé lors du match face à la Belgique, a su trouver un équilibre entre les anciens et les nouveaux, mais aussi entre le jeu extérieur et le jeu intérieur. La France s'impose lors de son dernier match de préparation, à Paris, face à la Hongrie (70-69) grâce à un panier de Nando de Colo au buzzer. 
À la suite de sa blessure à la cheville contractée face à la Belgique, Tony Parker, qui avait été placé au repos par le staff de l'équipe de France, est rappelé par son équipe des San Antonio Spurs le 30 juillet, afin d'y subir des examens complémentaires. Dans la foulée, Joseph Gomis et Mamoutou Diarra doivent déclarer forfaits pour cause de blessure au tendon d'Achille et à l'épaule. Antoine Diot, Edwin Jackson et Aymeric Jeanneau sont alors appelés pour pallier ces défections. Après deux jours d'examen aux États-Unis, les Spurs annoncent que Tony Parker peut rejoindre l'équipe de France. Cependant, il ne pourra pas participer au premier match des repêchages face à l'Italie le 5 août à Cagliari. Le 2 août, Alexis Ajinça est écarté du groupe, Vincent Collet lui ayant préféré Ali Traoré.
Elle doit affronter du 5 au 17 août dans le groupe B des repêchages l'Italie et la Finlande lors de matchs aller-retour. Le vainqueur de ce groupe affronte le vainqueur du groupe A composé du Portugal, de la Belgique et de la Bosnie-Herzégovine. La finale se déroule en match aller-retour les 27 et 30 août, le vainqueur étant alors qualifié pour la phase finale de l'Euro 2009. 
L'équipe de France remporte ses trois premiers matchs. Après une victoire obtenue après prolongations à Cagliari (80-77), malgré l'absence de Tony Parker, l'équipe de France bat la Finlande à Pau de dix points (82-72) et s'assure la qualification pour la finale des repêchages en disposant facilement de l'Italie (81-61). La dernière rencontre se conclut par une défaite (73-77) en Finlande. La France est ensuite opposée à la Belgique, vainqueur de l'autre groupe des repêchages, les 27 et 30 août. Le match retour se dispute en France, avantage octroyé à l'équipe de  France en sa qualité de meilleur premier grâce à un meilleur point-average. Vincent Collet décide de resserrer le groupe à douze joueurs pour cette double confrontation: Ian Mahinmi, arrivé au cours des repêchages est conservé dans l'effectif, Edwin Jackson et Johan Petro étant les deux joueurs écartés par le staff de l'équipe de France. La Belgique parvient à s'imposer de quatre points (70-66) lors du match aller, disputé à Anvers, l'équipe de France s'inclinant pour la première fois depuis 20 ans face aux Belges. Lors du match retour disputé trois jours plus tard à Pau, la France domine la Belgique grâce à sa défense et menant lors de chacun des quart-temps. Elle remporte le match de 38 points (92-54) et se qualifie pour le championnat d'Europe. 
La France, 16e et dernière équipe qualifiée, figure dans le groupe B du tour préliminaire, aux côtés de la Russie, l'Allemagne et la Lettonie. Elle dispute ses matchs à Gdańsk, dans la Hala Olivia. Après avoir été dominée durant les trois premiers quart-temps, la France s'impose face à l'Allemagne (70-65) en fin de match. Le match face à la Lettonie est très défensif puisque le deuxième quart-temps se solde sur la marque de 13 à 3 pour l'équipe de Lettonie, les Lettons menant à la mi-temps sur le score de 21-16. Elle creuse un écart à la fin du troisième quart-temps, lui permettant de s'imposer (60-51). Enfin, elle gagne son dernier match du premier tour en battant la Russie (69-64). Elle se qualifie ainsi pour le tour principal où elle affronte la Macédoine, la Croatie et la Grèce.
L'équipe de France remporte aisément le premier match du tour principal (83-57). La victoire se construit en première mi-temps, la France menant 24 à 9 lors du premier quart-temps, puis 25 à 9 lors du deuxième. Vincent Collet fait ensuite tourner son effectif, en répartissant le temps de jeu entre 13 et 26 minutes pour les 11 joueurs rentrés sur le terrain au cours de la rencontre. Grâce à cette victoire, la quatrième de rang depuis le début de cet Eurobasket, la France est d'ores et déjà qualifiée pour les quarts de finale. Le deuxième match de ce deuxième tour l'oppose à la Croatie. Le match est équilibré jusqu'à la mi-temps. L'équipe de France creuse l'écart au cours du 3e quart-temps et si les Croates reviennent au score en fin de match, la France parvient à assurer la victoire grâce à une défense solide en deuxième période. La France s'assure ainsi avec cette victoire l'une des deux premières places du groupe et demeure l'une des deux dernières équipes invaincues dans cette compétition avec la Turquie. Cela lui permet de jouer son quart de finale avec un jour de repos supplémentaire par rapport à son adversaire. Elle termine le tour principal invaincu en battant lors du dernier match la Grèce (71-69) grâce à un tir à la dernière seconde de Nando de Colo dans un match de faible intensité. L'équipe de France met ainsi fin à une série de 13 défaites consécutives en 26 ans face à la Grèce en compétition officielle. Grâce à cette victoire, la France termine en tête du groupe E du tour principal. 
Elle affronte l'équipe d'Espagne, championne du monde en titre, qui a terminé à la 4e place du groupe F. Le début de match est très intense, mais l'Espagne parvient à alterner jeu extérieur avec l'adresse de Rubio et Navarro et jeu intérieur avec la puissance de Gasol. Rubio parvient à maîtriser Tony Parker en défense, le meneur français n'inscrivant que 6 points. La domination aux rebonds des Espagnols leur permet d'accroître leur avance et d'assurer la victoire (86-66). La France doit alors disputer les matchs de classement. Elle bat l'équipe de Turquie (80-68), après un début de match très difficile, la voyant être menée 10-24 à l'issue du premier quart-temps, puis menée de 19 points après 13 minutes. Ils rattrapent petit à petit leur retard, repassant devant les Turcs en fin de 3e quart-temps. Cette victoire leur permet de disputer le match pour la 5e place et de se qualifier par conséquent pour le championnat du monde 2010 et le championnat d'Europe 2011. Pour son dernier match lors de cet Eurobasket, la France affronte la Croatie. Dans ce match sans enjeu autre que pour une cinquième place honorifique, les Bleus s'imposent (69-62), creusant l'écart par séquences, assurant la victoire au cours du quatrième quart-temps. Vincent Collet a donné du temps de jeu au cours de cette rencontre aux jeunes joueurs tels Antoine Diot, meilleur marqueur du match, Nicolas Batum et Ian Mahinmi, laissant Boris Diaw blessé et Tony Parker au repos.
La France termine ce championnat d'Europe avec le meilleur bilan comptable de la compétition avec 8 victoires et une seule défaite. Elle assure également la qualification directe pour les deux prochaines compétitions internationales, le Mondial 2010 et l'Euro 2011, ce qui était l'objectif prioritaire fixé à Vincent Collet et à ses joueurs.

## L'équipe
- Sélectionneur : Vincent Collet
- Assistants :  Michel Veyronnet et Jacques Commères

| Poste               | Joueur            | Nombre matchs | Nombre points | Club(s) 2009            |
| ------------------- | ----------------- | ------------- | ------------- | ----------------------- |
| meneur              | (C) Tony Parker   | 14            | 223           | San Antonio Spurs       |
| meneur              | Aymeric Jeanneau  | 15            | 27            | ASVEL Lyon-Villeurbanne |
| meneur              | Antoine Diot      | 14            | 80            | Le Mans                 |
| meneur, arrière     | Yannick Bokolo    | 14            | 40            | Gravelines              |
| meneur, arrière     | Nando de Colo     | 19            | 162           | Cholet                  |
| ailier              | Nicolas Batum     | 18            | 201           | Portland Trailblazers   |
| ailier, ailier fort | Boris Diaw        | 18            | 141           | Charlotte Bobcats       |
| ailier fort         | Florent Piétrus   | 18            | 164           | Pamesa Valencia         |
| ailier fort, pivot  | Alain Koffi       | 19            | 72            | Le Mans                 |
| pivot               | Ali Traoré        | 15            | 97            | ASVEL Lyon-Villeurbanne |
| pivot               | Ronny Turiaf      | 19            | 140           | Golden State Warriors   |
| pivot               | Ian Mahinmi       | 5             | 21            | Austin Toros            |
| ailier fort, pivot  | Alexis Ajinça     | 2             | 4             | Charlotte Bobcats       |
| meneur              | Rodrigue Beaubois |               |               | Cholet                  |
| meneur              | Aldo Curti        |               |               | Orléans                 |
| ailier              | Mamoutou Diarra   | 2             | 10            | PAOK Salonique          |
| ailier              | Yakhouba Diawara  |               |               | Miami Heat              |
| ailier              | Laurent Foirest   |               |               | ASVEL Lyon-Villeurbanne |
| ailier              | Mickaël Gelabale  |               |               | Los Angeles D-Fenders   |
| meneur, arrière     | Joseph Gomis      | 3             | 9             | Unicaja Málaga          |
| ailier fort         | Dounia Issa       |               |               | Vichy                   |
| arrière             | Edwin Jackson     |               |               | Nanterre                |
| pivot               | Claude Marquis    |               |               | Cholet                  |
| ailier fort         | Adrien Moerman    |               |               | Orléans                 |
| pivot               | Joakim Noah       | 3             | 37            | Chicago Bulls           |
| pivot               | Johan Petro       | 7             | 48            | Denver Nuggets          |
| arrière             | Mickaël Piétrus   |               |               | Orlando Magic           |
| pivot               | Ludovic Vaty      |               |               | Pau-Lacq-Orthez         |

(C) : capitaine

## Les matches
| Date                                              | Lieu                        | Adversaire                | Score          | Compétition | Meilleur marqueur (France)                   |
| ------------------------------------------------- | --------------------------- | ------------------------- | -------------- | ----------- | -------------------------------------------- |
| Stage à Vichy (13 au 19 juillet)                  |                             |                           |                |             |                                              |
| 19 juillet 2009                                   | Vichy                       | République centrafricaine | Entraînement   | A1          | Pas de statistiques officielles              |
| Stage et tournoi à Strasbourg (22 au 26 juillet)  |                             |                           |                |             |                                              |
| 24 juillet 2009 à 20h30                           | Strasbourg (Rhénus Sport)   | Autriche                  | V 98 - 57      | A2          | Nando de Colo et Joakim Noah (16 points)     |
| 25 juillet 2009 à 20h30                           | Strasbourg (Rhénus Sport)   | Belgique                  | V 82 - 44      | A2          | Florent Piétrus (19 points)                  |
| 26 juillet 2009 à 17h00                           | Strasbourg (Rhénus Sport)   | République tchèque        | V 84 - 66      | A2          | Nicolas Batum (15 points)                    |
| Stage et tournoi à Paris (27 juillet au 26 août)  |                             |                           |                |             |                                              |
| 30 juillet 2009 à 20h30                           | Paris (Stade de Coubertin)  | Hongrie                   | V 70 - 69      | A           | Nando de Colo (18 points)                    |
| Qualification championnat d'Europe (5 au 30 août) |                             |                           |                |             |                                              |
| 5 août 2009 à 20h00                               | Cagliari (Pala Rockefeller) | Italie                    | V 80 - 77 (ap) | QE          | Nicolas Batum et Florent Piétrus (20 points) |
| 8 août 2009 à 20h00                               | Pau (Palais des sports)     | Finlande                  | V 82 - 72      | QE          | Antoine Diot (16 points)                     |
| 14 août 2009 à 20h00                              | Pau (Palais des sports)     | Italie                    | V 81 - 61      | QE          | Tony Parker (23 points)                      |
| 17 août 2009 à 19h00                              | Helsinki                    | Finlande                  | D 73 - 77      | QE          | Nando de Colo (18 points)                    |
| 27 août 2009 à 20h00                              | Anvers                      | Belgique                  | D 66 - 70      | QE          | Tony Parker (26 points)                      |
| 30 août 2009 à 17h00                              | Pau (Palais des sports)     | Belgique                  | V 92 - 54      | QE          | Ronny Turiaf (19 points)                     |
| Championnat d'Europe (7 au 20 septembre)          |                             |                           |                |             |                                              |
| 7 septembre 2009 à 19h15                          | Gdańsk (Hala Olivia)        | Allemagne                 | V 70 - 65,     | CE3         | Tony Parker (19 points)                      |
| 8 septembre 2009 à 19h15                          | Gdańsk (Hala Olivia)        | Lettonie                  | V 60 - 51,     | CE3         | Tony Parker (23 points)                      |
| 9 septembre 2009 à 16h30                          | Gdańsk (Hala Olivia)        | Russie                    | V 69 - 64,     | CE3         | Boris Diaw (19 points)                       |
| 11 septembre 2009 à 21h00                         | Bydgoszcz (Hala Łuczniczka) | Macédoine                 | V 83 - 57,     | CE4         | Nando de Colo et Florent Piétrus (14 points) |
| 13 septembre 2009 à 21h00                         | Bydgoszcz (Hala Łuczniczka) | Croatie                   | V 87 - 79,     | CE4         | Tony Parker (24 points)                      |
| 15 septembre 2009 à 21h00                         | Bydgoszcz (Hala Łuczniczka) | Grèce                     | V 71 - 69,     | CE4         | Alain Koffi (14 points)                      |
| 17 septembre 2009 à 21h00                         | Katowice (Spodek)           | Espagne                   | D 66 - 86,     | CEQDF       | Ronny Turiaf (12 points)                     |
| 19 septembre 2009 à 12h00                         | Katowice (Spodek)           | Turquie                   | V 80 - 68,     | CEMdc       | Tony Parker (28 points)                      |
| 20 septembre 2009 à 12h00                         | Katowice (Spodek)           | Croatie                   | V 69 - 62,     | CE5e        | Antoine Diot (18 points)                     |

D : défaite, V : victoire, AP : après prolongation
A : match amical, QE : Qualification pour l'Eurobasket 2009, CE : Eurobasket 2009
1Match d'entraînement
2Tournoi de Strasbourg
3Tour préliminaire
4Tour principal
QDFQuart de finale
MdcMatch de classement
5eMatch pour la 5e place

## Faits et anecdotes
- Avant l'Euro, Kinder, sponsor principal des équipes de France depuis 2007, annonce qu'il laisse sa place sur le devant du maillot des Bleus au profit du Secours populaire, dans un geste dit de "sponsoring citoyen"[43].

## Sources et références
1. ↑  « Collet nouveau sélectionneur », sur www.sport.fr, 4 mars 2009 (consulté le 5 mars 2009)
2. ↑  « Sous l'œil de Larry Brown », sur www.lequipe.fr (consulté le 26 juillet)
3. ↑  « Noah ne restera pas », sur www.lequipe.fr (consulté le 26 juillet)
4. ↑  « Forfait de Mickael Piétrus », sur sport.fr (consulté le 26 juillet)
5. ↑  « Forfait de Foirest », sur sport.fr (consulté le 26 juillet)
6. ↑  « Dans le sens de la marche », sur lequipe.fr, 27 juillet 2009 (consulté le 27 juillet)
7. ↑  « Parker rappelé par les Spurs », sur lequipe.fr, 30 juillet 2009
8. ↑  « Départ de Gomis et Diarra », sur lequipe.fr, 31 juillet 2009
9. ↑  « Retour de Parker après la rencontre face à l'Italie », sur lequipe.fr, 2 août 2009
10. ↑  « Ajinça écarté », sur lequipe.fr, 2 août 2009
11. ↑  « Conquérants », L'Équipe, 14 août 2009 (consulté le 14 août 2009)
12. ↑  « La France affrontera la Belgique », sur www.lequipe.fr, 20 août 2009
13. ↑  « Les 12 joueurs retenus pour la finale des repêchages », sur basketfrance.com, 18 août 2009
14. ↑  Compte-rendu du match lequipe.fr
15. ↑  Compte-rendu du match sur basketfrance.com
16. ↑  Compte-rendu du match sur basketfrance.com
17. ↑  Compte-rendu du match sur basketfrance.com
18. ↑  Compte-rendu du match sur basketfrance.com
19. ↑  Compte-rendu du match sur basketfrance.com
20. ↑  Compte-rendu du match sur basketfrance.com
21. ↑  Compte-rendu du match sur basketfrance.com
22. ↑  Compte-rendu du match sur basketfrance.com
23. ↑  Compte-rendu du match sur basketfrance.com
24. ↑  Compte-rendu du match sur basketfrance.com
25. ↑  Compte-rendu du match sur basketfrance.com
26. ↑  Statistiques du match sur eurobasket2009.org
27. ↑  Compte-rendu du match sur basketfrance.com
28. ↑  Statistiques du match sur eurobasket2009.org
29. ↑  Compte-rendu du match sur basketfrance.com
30. ↑  Statistiques du match sur eurobasket2009.org
31. ↑  Compte-rendu du match sur basketfrance.com
32. ↑  Statistiques du match sur eurobasket2009.org
33. ↑  Compte-rendu du match sur basketfrance.com
34. ↑  Statistiques du match sur eurobasket2009.org
35. ↑  Compte-rendu du match sur basketfrance.com
36. ↑  Statistiques du match sur eurobasket2009.org
37. ↑  Compte-rendu du match sur basketfrance.com
38. ↑  Statistiques du match sur eurobasket2009.org
39. ↑  Compte-rendu du match sur basketfrance.com
40. ↑  Statistiques du match sur eurobasket2009.org
41. ↑  Compte-rendu du match sur basketfrance.com
42. ↑  Statistiques du match sur eurobasket2009.org
43. ↑   Le nouveau maillot de l'équipe de France sur basketfrance.com